# Селище імені Карла Маркса (Саратовська область)
Карла Маркса (рос. Квасниковка) — село у Енгельському районі Саратовської області Російської Федерації.
Населення становить 2283 особи. Належить до муніципального утворення місто Енгельс.

## Історія
Населений пункт розташований у межах українського історичного та культурного регіону Жовтий Клин.
До 1941 року належав до АРСР Німців Поволжя. Орган місцевого самоврядування від 2004 року — місто Енгельс.

## Населення
| 2010 |
| ---- |
| 2605 |